# Бернхард (Баден-Дурлах)
Бернхард фон Баден-Дурлах (на немски: Bernhard von Baden-Durlach; * февруари 1517, † 20 януари 1553) от „Ернестинска линия“ на Дом Баден, е от 26 септември 1552 до смъртта си на 20 януари 1553 г. маркграф на Баден-Пфорцхайм.

## Живот
Той е вторият син на маркграф Ернст фон Баден-Дурлах (1482 – 1553) и съпругата му Елизабет фон Бранденбург-Ансбах-Кулмбах (1494 – 1518), дъщеря на маркграф Фридрих II фон Бранденбург-Ансбах-Кулмбах.
Бернхард е против плануваната подялба на страната през 1537 г. и особено против втория му брак и правата за наследство на полубрат му Карл. През 1540 г. той получава жителство в град Базел. По-големият му брат Албрехт умира на 12 декември 1542 г. и баща му му прощава.
Бернхард управлява от 1552 г. долното маркграфство Баден-Пфорцхайм (по-късно наречено Баден-Дурлах) с градовете Пфорцхайм и Дурлах, а полубрат му Карл II управлява земите в Горен Баден. Бернхард управлява само няколко месеца и умира на изненадващо на 20 януари 1553 г. Погребан е в манастирската църква в Пфорцхайм.